# 3,3'-ジクロロベンジジン
3,3'-ジクロロベンジジン（英: 3,3'-Dichlorobenzidine）は、化学式(C6H3Cl(NH2))2で表される有機化合物である。純粋なものは淡黄色であるが、流通している商品は着色されている。水には溶けにくく、多くの場合湿潤させてペースト状にして供給される。ジアリライド染料や、印刷インキに使用されるジアリライド系黄色顔料の原料となる。

## 調整と反応
3,3'-ジクロロベンジジンは、2-ニトロクロロベンゼンから2段階で製造される。まず塩基性の亜鉛で還元し、3,3'-ジクロロジフェニルヒドラジンを得る。この中間体からベンジジン転位により、3,3'-ジクロロベンジジンを調製することができる。
3,3'-ジクロロベンジジンの水溶液は光分解し、塩素原子を1つ持つ誘導体となる。これは塩素化を受け、塩素原子を4つ持つ誘導体となる。
最も広く行われている3,3'-ジクロロベンジジンの反応は、二重ジアゾ化で[(C6H4Cl(N2))2]2+を得るものである。この中間体は、アセトアセチルアミノベンゼン(CH3C(O)CH2C(O)NHAr)の誘導体に結合する。

## 安全性
3,3'-ジクロロベンジジンは発癌性物質であると考えられている。動物実験では腫瘍発生率の有意な増加を示している。既知の発癌物質であるベンジジンと構造が類似しており、同様のメカニズムでヒトに対し膀胱癌の原因となると考えられる。